# Уэст, Ричард Джон
Ричард Джон Уэст (англ. Richard John West, родился 20 марта 1971 в Херефорде) — английский регбист, выступавший на позиции замка.

## Биография
Окончил школу Олд Суинфорд Хоспитал и Университет Западной Англии в Бристоле. Выступал на любительском уровне за клубы «Глостер» и «Ричмонд», в последнем клубе выступал уже как профессионал наравне с Беном Кларком и Скоттом Квиннеллом. Имел опыт выступлений за сборную Англии до 21 года, студенческую сборную, вторую сборную. Первую и единственную игру за сборную Англии провёл 4 июня 1995 года на чемпионате мира в ЮАР против Самоа.
Из-за серьёзной травмы шеи завершил игровую карьеру в возрасте 27 лет в 1998 году. Считается самым тяжёлым по массе регбистом в истории сборной Англии (127 кг). После карьеры устроился на работу в Ледбери (Херефордшир).